# Grace Laughton Bell

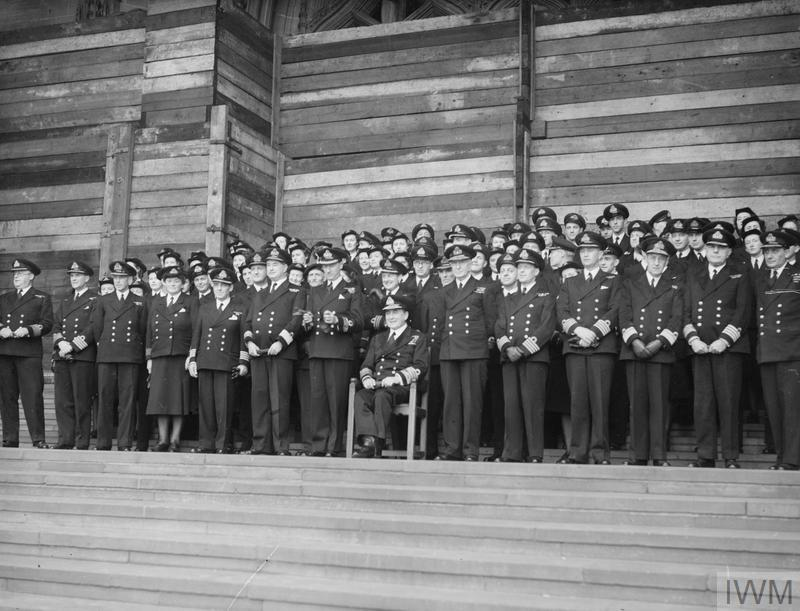
El Comandante en Jefe de Aproximaciones Occidentales, almirante Max K. Horton, con sus oficiales navales. En primera fila, Grace Laughton Bell.

Grace Laughton Bell (Hammersmith, Londres, 28 de diciembre de 1889 - Fuengirola, España, 10 de diciembre de 1975) fue una oficial del Servicio Real Naval de Mujeres durante la Segunda Guerra Mundial.

## Primeros años y familia
Grace Ellen Effingham Laughton Bell nació en Hammersmith, Londres, el 28 de diciembre de 1889.
Era la hija menor del matrimonio formado por John Know Laughton y la gaditana María Josefa Los Angeles de Alberti. Tenía tres hermanos y una hermana. Su hermana mayor fue Vera Laughton Mathews, miembro y directora del Servicio Naval Real de Mujeres entre 1939 y 1946.
Estudió en el Convent Schools, en el King's College y la Universidad de Londres.
En 1915, contrajo matrimonio con John Russel Little, muerto en combate durante la Primera Guerra Mundial, en 1917.
En 1918, se casó con Harry Graham Bell (1888-1950), hijo mayor del mayor Bell, de Chepstow, con el que tuvo tres hijos. Uno de sus hijos fue el mayor Hubert Graham Bell, miembro de la Excelentísima Orden del Imperio Británico.

## Carrera militar
Entre 1915 y 1919 sirvió en el Cuerpo Forestal de Mujeres como oficial itinerante para Gales y el oeste de Inglaterra. Al iniciarse la Segunda Guerra Mundial, comenzó a trabajar para el Servicio Naval Real de Mujeres, donde sirvió entre 1939 y 1946.
Grace y su hermana Vera Laughton Mathews fueron de las primeras oficiales del Servicio Naval Real de Mujeres. Vera llegó a ser directora del servicio entre 1939 y 1946. Grace alcanzó el grado de superintendente y recibió el título de comendadora de la Orden del Imperio Británico al final de la Segunda Guerra Mundial.

## Fallecimiento
Falleció el 10 de diciembre de 1975 en Fuengirola, España. Murió después de una caída accidental provocada por la rotura del bastón con el que caminaba. Fue enterrada en el Cementerio Inglés de Málaga.